# اسکورزالیت
اسکورزالیت  (به انگلیسی: Scorzalite) با فرمول شیمیایی (Fe2+Mg) Al2 [OH-PO4]2 از مجموعه کانی هاست و از نام کانی‌شناس برزیلی E.Scorza اخذ شده‌است. به سختی در اسیدها حل می‌شود. MgO:۶٫۳۴٪  FeO:۱۱٫۳٪  Al2O۳:۳۲٫۰۶٪  P2O۵:۴۴٫۶۳٪  H2O:۵٫۶۷ Mg/Fe:۱:۱ برای اولین بار در روسیه (سیبری) کشف شد و از نظر شکل بلور: بی پیرامیدال - قرصی شکل، رنگ: آبی تیره تا آبی سبز، شفافیت: غیر شفاف - نیمه شفاف، شکستگی: نامنظم، جلا: شیشه‌ای - مات، رخ: ناقص- مطابق با سطح، سیستم تبلور: مونوکلینیک و در رده‌بندی فسفات است همچنین خاصیت مغناطیسی ندارد و منشأ تشکیل آن پگماتیتی است.
همایند کانی‌شناسی (پارانژ) آن واکنش‌های شیمیایی - انحلال دراسیدها و چگالیلازوریت- برازیلیانیت- آپاتیت- آلبیت و غیره است.
، از نظر ژیزمان آگرگات توده‌ای - فشرده - دانه‌ای کمیاب است و بیشتر در برزیل، آمریکا یافت می‌شود.

## منبع
- پردیس کشاورزی ایران